# 24-Stunden-Rennen von Daytona 1978

Skizze des Daytona International Speedway, das Rennen wurde auf dem kombinierten Oval- und Straßenkurs ausgetragen

Das elfte 24-Stunden-Rennen von Daytona, auch 17th Annual 24 Hour of Daytona, Championship of Makes, Daytona International Speedway, fand am 4. und 5. Februar 1978 auf dem Daytona International Speedway statt und war der erste Wertungslauf der Sportwagen-Weltmeisterschaft dieses Jahres. Gleichzeitig war das Rennen der erste Lauf zur IMSA-GTO- und GTU-Meisterschaft 1978.

## Das Rennen
Für den ersten Sportwagen-Weltmeisterschaftslauf der Saison gingen 82 Meldungen beim Veranstalter ein. Schlussendlich nahmen am Nachmittag des 4. Februar 68 Rennwagen der Klassen GTX, GTO und GTU das Rennen auf. Von der Pole-Position ging Danny Ongais ins Rennen. Der US-Amerikaner erzielte im Training auf seinem Porsche 935/77A eine Zeit von 2:00,152 Minuten auf seiner schnellsten Runde.
Nach 24 Stunden Rennzeit wurden die Rennfahrer Rolf Stommelen, Toine Hezemans und Peter Gregg als Sieger abgewunken.

## Ergebnisse

### Schlussklassement
| 1                  | GTX | 99 | Brumos Porsche                   | Rolf Stommelen Toine Hezemans Peter Gregg                              | Porsche 935/77A                | 680 |
| 2                  | GTX | 6  | Dick Barbour Racing              | Dick Barbour Manfred Schurti Johnny Rutherford                         | Porsche 935/77A                | 650 |
| 3                  | GTO | 58 | Diego Febles Racing              | Diego Febles Alec Poole                                                | Porsche 911 Carrera RSR        | 645 |
| 4                  | GTO | 33 | Boricua Racing                   | Bonky Fernandez John Paul Phil Currin                                  | Porsche 911 Carrera RSR        | 637 |
| 5                  | GTX | 14 | Kremer Porsche Racing            | Josef Brambring Dieter Schornstein Louis Krages                        | Porsche 935 K2                 | 635 |
| 6                  | GTX | 09 | Belcher Racing                   | Gary Belcher Doc Bundy Al Holbert                                      | Porsche 934/5                  | 632 |
| 7                  | GTX | 32 | Earle & Akin Racing Associates   | Steve Earle Bob Akin Rick Knoop                                        | Porsche 911 Carrera RSR        | 632 |
| 8                  | GTO | 65 | Dan Ward Racing                  | John Morton Tony Adamowicz Hal Sahlman Bobby Carradine                 | Ferrari 365 GTB/4 Competizione | 622 |
| 9                  | GTX | 59 | JMS Brumos Porsche               | Peter Gregg Claude Ballot-Léna Brad Frisselle                          | Porsche 935                    | 621 |
| 10                 | GTX | 13 | Hal Shaw Racing                  | Hal Shaw, Jr. Jim Busby Howard Meister                                 | Porsche 935                    | 608 |
| 11                 | GTU | 01 | J. Dana Roehrig                  | Dave White Gary Mesnick J. Dana Roehrig                                | Porsche 911 S                  | 604 |
| 12                 | GTU | 34 | Drolsom Racing                   | George Drolsom Hugh Davenport Mark Greb                                | Porsche 911 S                  | 592 |
| 13                 | GTX | 21 | Konrad Racing                    | Franz Konrad Reinhold Joest Volkert Merl                               | Porsche 935                    | 590 |
| 14                 | GTU | 08 | Terry Wolters                    | Terry Wolters Jack Refenning Ray Mummery                               | Porsche 911 S                  | 584 |
| 15                 | GTX | 24 | Executive Industries             | Tom Frank Bob Bergstrom                                                | Porsche 911 Carrera RSR        | 580 |
| 16                 | GTU | 84 | Bondurant Racing School          | Chris Doyle John Maffucci Bob Speakman                                 | Datsun 260Z                    | 577 |
| 17                 | GTU | 60 | R & R Racing                     | John Thomas Ren Tilton Rusty Bond                                      | Porsche 911 S                  | 551 |
| 18                 | GTU | 29 | Richard C. Weiss                 | Richard Weiss Bill Alsup Bill Follmer                                  | Porsche 911 S                  | 550 |
| 19                 | GTX | 37 | Clay Young                       | Bob Buchler Eddie Johnson Clay Young                                   | Chevrolet Camaro               | 550 |
| 20                 | GTO | 46 | Mauricio de Narváez              | Mauricio de Narváez Albert Naon Tony Garcia                            | Porsche 911 Carrera RSR        | 547 |
| 21                 | GTU | 22 | Music City Racing                | Bill Harriss Volker Bruckmann                                          | Porsche 911 E                  | 546 |
| 22                 | GTX | 5  | Team Grand Competition on Canart | François Migault Lucien Guitteny Gregg Young                           | Ferrari 365 GT4/BB             | 521 |
| 23                 | GTO | 68 | Luis Mendez                      | Luis Mendez Mandy Gonzalez Tato Ferrer                                 | Porsche 911 Carrera RSR        | 509 |
| 24                 | GTU | 91 | Bob Bondurant                    | Bob Bondurant Steve Cook Ron Southern                                  | Datsun 260Z                    | 508 |
| 25                 | GTO | 78 | Western Motor Works              | Bobby Hillin William Henderson Richard Turner                          | Ferrari 365 GTB/4 Competizione | 506 |
| 26                 | GTU | 9  | Anatoly Arutunoff                | Brian Goellnicht José Marina Jack May Anatoly Arutunoff                | Lancia Stratos HF              | 505 |
| 27                 | GTO | 94 | Preston Henn                     | Preston Henn Hal Sahlman Sandy Satullo                                 | Ferrari 365 GTB/4 Competizione | 502 |
| 28                 | GTU | 36 | Case Racing                      | Ron Case Dave Panaccione                                               | Porsche 911                    | 500 |
| 29                 | GTU | 53 | Mazda Auto Tokyo                 | Jim Downing Stu Fisher Walt Bohren Roger Mandeville                    | Mazda RX-3                     | 498 |
| 30                 | GTU | 61 | Alfred Cosentino                 | Taku Akaike Al Cosentino                                               | Mazda RX-3                     | 498 |
| 31                 | GTX | 38 | Mike Meldeau                     | Bill McDill Mike Meldeau                                               | Chevrolet Camaro               | 497 |
| 32                 | GTO | 10 | Bob’s Speed Products             | Guy Church Rick Kump Bob Lee                                           | AMC AMX                        | 481 |
| 33                 | GTU | 50 | Native Tan                       | Charles Kleinschmidt Lee Culpepper                                     | MGB GT                         | 477 |
| 34                 | GTO | 77 | Amos Johnson/Dennis Shaw         | Amos Johnson Dennis Shaw Charles Woodward                              | AMC Hornet AMX                 | 475 |
| 35                 | GTX | 7  | Heimrath Racing                  | Ludwig Heimrath senior Jacques Bienvenue Norm Ridgely                  | Porsche 935                    | 466 |
| 36                 | GTO | 07 | Morrison's Inc.                  | Dave Cowart Charles Mendez Joe Castellano                              | Porsche 911 Carrera RSR        | 459 |
| 37                 | GTX | 82 | Solomone Racing                  | Carm Solomone Fred Lang Buzz Fyhrie                                    | Chevrolet Camaro               | 456 |
| 38                 | GTX | 15 | Bavarian Motors International    | Bruno Beilcke Sepp Grinbold Alf Gebhardt                               | BMW 3.0 CSL                    | 427 |
| 39                 | GTU | 55 | Emiliano Rodriguez               | Emiliano Rodriguez Hiram Cruz                                          | Lotus Europa                   | 402 |
| 40                 | GTX | 95 | Bob Hagestad                     | Hurley Haywood Bob Hagestad Doc Bundy                                  | Porsche 935                    | 400 |
| 41                 | GTX | 18 | Ours & Hours Racing              | Dick Gauthier Jack Swanson Brad West                                   | Chevrolet Camaro               | 395 |
| 42                 | GTX | 56 | Carter Brothers                  | Richard Valentine Craig Carter Murray Edwards                          | Chevrolet Camaro               | 361 |
| 43                 | GTU | 87 | Pedro Vazquez, Jr.               | Pedro Vazquez Ron Oyler Joseph Hamilton Gunter Hamilton Gunter Seipolt | Porsche 911 S                  | 360 |
| 44                 | GTO | 02 | Al Levenson                      | Dick Neland Al Levenson Tom Brown                                      | Chevrolet Corvette             | 353 |
| 45                 | GTU | 52 | Mazda Auto Tokyo                 | Yoshimi Katayama Yōjirō Terada Roger Mandeville                        | Mazda RX-3                     | 271 |
| 46                 | GTX | 19 | Chris Cord Racing                | Chris Cord Jim Adams                                                   | Chevrolet Monza                | 261 |
| 47                 | GTX | 73 | Howey Farms                      | Clark Howey Dale Koch David Crabtree                                   | Chevrolet Camaro               | 259 |
| 48                 | GTU | 76 | Quality Inn                      | Frank Thomas Lee Mueller Logan Blackburn                               | Porsche 911                    | 224 |
| 49                 | GTX | 72 | Bill Arnold Racing               | Carl Thompson Billy Hagan Rusty Schmidt                                | Chevrolet Corvette             | 169 |
| 50                 | GTO | 20 | Richard L. Bostyan               | Richard Bostyan Jerry Thompson Don Yenko                               | Chevrolet Corvette             | 152 |
| 51                 | GTO | 25 | Kenper Miller                    | Kenper Miller Paul Miller Oscar Koveleski                              | BMW 3.5 CSL                    | 125 |
| 52                 | GTX | 05 | Dale Kreider                     | Stephen Bond Dale Kreider Philip Dann                                  | Chevrolet Monza                | 123 |
| 53                 | GTO | 8  | Jolly Club                       | Felice Besenzoni Luciano Dal Ben Byron Wever                           | Ferrari 308 GTB                | 117 |
| 54                 | GTO | 48 | Autodyne Inc.                    | John Carusso Emory Donaldson Luis Sereix                               | Chevrolet Corvette             | 90  |
| 55                 | GTO | 80 | Herb Adams                       | Herb Adams Pat Bedard Marv Thomson                                     | Oldsmobile Cutlass             | 89  |
| 56                 | GTX | 0  | Interscope Racing                | Danny Ongais Ted Field Milt Minter                                     | Porsche 935/77A                | 88  |
| 57                 | GTX | 12 | Porsche Kremer Racing            | Bob Wollek Henri Pescarolo Didier Jaunet                               | Porsche 935/77A                | 86  |
| 58                 | GTU | 51 | Wynn's International             | John Hotchkis Robert Kirby Dennis Aase                                 | Porsche 911 S                  | 85  |
| 59                 | GTO | 4  | Jolly Club                       | Dino Mallet Bob Bondurant Sergio Romolotti                             | Ferrari 308 GTB                | 82  |
| 60                 | GTO | 03 | Guido Levetto                    | Guido Levetto Dan Rice                                                 | Chevrolet Camaro               | 79  |
| 61                 | GTX | 54 | T & C                            | John Tunstall Stephen Behr Lou Timolat                                 | Porsche 911 Carrera RSR        | 70  |
| 62                 | GTO | 39 | Greg Pickett                     | Greg Pickett Neil Bonnet Bruce Canepa                                  | Porsche 911 Carrera RSR        | 67  |
| 63                 | GTU | 27 | Z & W Enterprises                | Pierre Honegger Bill Scott Mark Hutchins                               | Mazda RX-3                     | 57  |
| 64                 | GTX | 2  | McLaren North America            | David Hobbs Ronnie Peterson                                            | BMW 320i Turbo                 | 47  |
| 65                 | GTO | 17 | Tim Chitwood                     | Sam Fillingham Tim Chitwood K. P. Jones                                | Chevrolet Nova                 | 45  |
| 66                 | GTX | 3  | Jolly Club                       | Carlo Facetti Martino Finotto                                          | Porsche 935                    | 6   |
| 67                 | GTU | 85 | John Hulen                       | John Hulen Ron Coupland Nick Engels                                    | Porsche 914/6                  | 0   |
| Disqualifiziert    |     |    |                                  |                                                                        |                                |     |
| 68                 | GTU | 71 | Bill Scott                       | Francisco Romero Ernesto Soto Hardie Beloff                            | Porsche 911 S                  | 615 |
| Nicht gestartet    |     |    |                                  |                                                                        |                                |     |
| 69                 | GTX | 66 | Bobby Carradine                  | Don Devendorf Tony Adamowicz Jeff Kline                                | Ferrari 365 GTB/4 Competizione | 1   |
| 70                 | GTX | 86 | Hugh Kleinpeter                  | Janet Guthrie Hugh Kleinpeter Jef Stevens                              | De Tomaso Pantera GT4K         | 2   |
| Nicht qualifiziert |     |    |                                  |                                                                        |                                |     |
| 71                 | GTU | 88 | Hamilton House Racing            | Joseph Hamilton Chuck Wade Marty Hinze                                 | Porsche 911 S                  | 3   |

1 nicht gestartet
2 Motorschaden im Training
3 nicht qualifiziert

### Nur in der Meldeliste
Hier finden sich Teams, Fahrer und Fahrzeuge, die ursprünglich für das Rennen gemeldet waren, aber aus den unterschiedlichsten Gründen daran nicht teilnahmen.
| Pos. | Klasse | Nr. | Team                 | Fahrer                                                    | Chassis                            |
| ---- | ------ | --- | -------------------- | --------------------------------------------------------- | ---------------------------------- |
| 72   | GTU    | 11  | Robert Hoskins       | Rob Hoskins Jeffrey Brooks Van McDonald                   | Triumph TR7                        |
| 73   | GTU    | 26  | Eleven-Tenths Racing | Ernie Smith Gene Budd                                     | Alfa Romeo Giulietta Sprint Veloce |
| 74   | GTX    | 41  | Ted Schumacher       | Ted Schumacher Robert Hubbard John Kelly                  | Triumph GT6                        |
| 75   | GTX    | 42  | William Harris       | William Harris Ted Kempgens Greg Donohue                  | Ford Pinto                         |
| 76   | GTX    | 43  | Allan F. Bodoh       | Don Pike Byron Wever Allan Bodoh                          | Porsche 911 Carrera RSR            |
| 77   | GTX    | 45  | Vann's Auto Body     | Gary Steele Bob Zulkowski Jim Gaeta                       | Porsche 911 Carrera RSR            |
| 78   | GTX    | 47  | Robert V. LaMay      | Robert LaMay Mike Powell Eric Orberg                      | Ford Mustang                       |
| 79   | GTX    | 63  | Charles F. Pelz      | Charles Pelz Wiley Doran David L. Cunningham              | Chevrolet Camaro                   |
| 80   | GTU    | 70  | Race Car             | Marion L. Speer Windle Turley Bobby Hillin Steve Anderson | Porsche 911 S                      |
| 81   | GTU    | 75  | Paul B. May          | Paul May Logan Blackburn Ken McNicol                      | Datsun 510                         |
| 82   | GTO    | 89  | Barrick Motor Racing | Turner Woodard Don Parish Dave Causey                     | Porsche 911 Carrera RSR            |

### Klassensieger
| Klasse | Fahrer         | Fahrer         | Fahrer          | Fahrzeug                | Platzierung im Gesamtklassement |
| ------ | -------------- | -------------- | --------------- | ----------------------- | ------------------------------- |
| GTX    | Rolf Stommelen | Toine Hezemans | Peter Gregg     | Porsche 935/77A         | Gesamtsieg                      |
| GTO    | Diego Febles   | Alec Poole     |                 | Porsche 911 Carrera RSR | Rang 3                          |
| GTU    | Dave White     | Gary Mesnick   | J. Dana Roehrig | Porsche 911 S           | Rang 11                         |

### Renndaten
- Gemeldet: 82
- Gestartet: 68
- Gewertet: unbekannt
- Rennklassen: 3
- Zuschauer: unbekannt
- Wetter am Renntag: windig
- Streckenlänge: 6,180 km
- Fahrzeit des Siegerteams: 24:00:45,400 Stunden
- Gesamtrunden des Siegerteams: 680
- Gesamtdistanz des Siegerteams: 4202,319 km
- Siegerschnitt: 175,005 km/h
- Pole Position: Danny Ongais – Porsche 935/77A (#0) – 2:00,152 = 185,259 km/h
- Schnellste Rennrunde: Rolf Stommelen – Porsche 935/77A (#99) – 1:51,845 = 198,915 km/h
- Rennserie: 1. Lauf zur Sportwagen-Weltmeisterschaft 1978
- Rennserie: 1. Lauf zur IMSA-GT-Serie 1978